# (21394) Justinbecker
(21394) Justinbecker (1998 FY35) – planetoida z pasa głównego asteroid okrążająca Słońce w ciągu 3,27 lat w średniej odległości 2,2 j.a. Odkryta 20 marca 1998 roku.